# Bézac

Bézac este o comună în departamentul Ariège din sudul Franței. În 1 ianuarie 2019 avea o populație de 394 de locuitori.